# Билли Эллиот
«Би́лли Э́ллиот» (англ. Billy Elliot) — британский кинофильм, поставленный по сценарию Ли Холла режиссёром Стивеном Долдри.
Место действия — вымышленный город Эверингтон (англ. Everington) в реальном графстве Дарем, Великобритания. В главных ролях — Джейми Белл, играющий 11-летнего Билли, который стремится стать профессиональным балетным танцором; Гэри Льюис — отец Билли; Джейми Дрэвен — старший брат Билли; Джули Уолтерс — преподаватель балета.
Фильм получил три номинации на премию «Оскар» и был награждён двумя премиями BAFTA (из 10 номинаций): «Лучший актёр» (Джейми Белл) и «Лучшая актриса второго плана» (Джули Уолтерс). 14-летний Белл стал самым юным лауреатом премии BAFTA в ведущей мужской категории, а также самым молодым номинантом на премию Американской Гильдии киноактёров за лучшую мужскую роль.
В 2001 году автор Мельвин Берджесс получила задание написать новелизацию фильма по сценарию Ли Хола. Сюжет кинокартины в 2005 году лёг в основу лондонского мюзикла в Уэст-Энде «Билли Эллиот: Мюзикл», показы которого в 2007 начались в Австралии, а в 2008 году — на Бродвее.

## Сюжет
Слоган фильма: «Внутри каждого из нас есть особый талант, ждущий своего выхода наружу. Хитрость в том, что нужно найти этот выход».
Действие происходит в 1984 году, во время забастовки британских шахтёров, и сосредотачивается на 11-летнем Билли Эллиоте (Джейми Белл), его любви к танцу, на его надежде стать профессиональным балетным танцором.
Билли живёт со своим овдовевшим отцом, Джекки (Гэри Льюис), старшим братом — Тони (Джейми Дрэвен), и своей престарелой бабушкой — Нэн (Джин Хейвуд), которая когда-то тоже стремилась стать профессиональной танцовщицей. И Джекки, и Тони — шахтёры, принимающие участие в забастовке.
Джекки берет Билли в Спортивный центр, чтобы тот начал заниматься боксом, как и положено сыну потомственного шахтёра. Но Билли не привлекает этот вид спорта. Вместо этого его внимание приковано к балетному классу, занятия которого вынужденно проходят в тренажёрном зале из-за того, что балетную студию, располагающуюся на первом этаже здания, превратили в столовую для бастующих шахтёров. Втайне от отца Билли начинает брать уроки балета. Вскоре тренер по боксу сообщает Джекки об отсутствии его сына на тренировках, и спустя какое-то время тайна юного Билли раскрывается. Джекки считает, что балет не мужской вид спорта и увлечение им его сына является неким отклонением от нормы. Он категорически запрещает Билли посещать занятия. Но тот, увлечённый танцем, всё же продолжает тайно брать индивидуальные уроки у своей преподавательницы по танцам — Сандры Уилкинсон (Джули Уолтерс).
Миссис Уилкинсон полагает, что Билли достаточно талантлив, и предлагает ему попробовать поступить в Королевскую балетную школу Лондона. Но из-за ареста Тони во время стычки между полицией и бастующими шахтерами, Билли пропускает прослушивание. Миссис Уилкинсон идет в дом Билли, чтобы рассказать Джекки об упущенной возможности. Джекки и Тони приходят в ярость, боясь, что Билли будут считать гомосексуалом, и в крайне резком тоне выпроваживают Сандру, а также дают понять Билли, что не может быть и речи о том, чтобы он связал свою жизнь с балетом.
Однако вскоре отец Билли видит танцующего сына и понимает, что тот действительно полностью увлечён танцем. Джекки делает всё возможное, чтобы помочь ему осуществить свою мечту и дать шанс выбраться из маленького шахтёрского посёлка в мир. Для обучения в Королевской балетной школе нужны деньги. Джекки хочет выйти из забастовки, но старший сын отговаривает его от этого. Джекки продаёт дорогие сердцу украшения, принадлежавшие некогда его жене, матери Билли. Отец и сын отправляются в Лондон на прослушивание. Билли выступает потрясающе, о чём свидетельствует крайняя заинтересованность и искренне удивление приёмной комиссии. Однако после прослушивания, будучи крайне взволнованным, Билли ударяет другого мальчика. Приёмная комиссия заявляет о недопустимости таких действий, но на вопрос, «Что ты чувствуешь, когда танцуешь?», заданный Билли, мальчик даёт оригинальный, искренний ответ, свидетельствующий о том, что он всецело увлечён танцем. Спустя некоторое время семья Эллиотов получает письмо из Королевской школы балета, в котором содержится уведомление о зачислении Билли Эллиота.
В заключительной части фильма зритель видит уже взрослого двадцатипятилетнего Билли Эллиота, который достиг своей мечты. Он выходит на сцену в Уэст-Энде и исполняет ведущую партию балета Лебединое озеро в постановке Мэтью Борна. Джекки, Тони и друг детства Билли — Майкл смотрят на него из зрительного зала.

## Создатели

### Съёмочная группа
- Режиссёр — Стивен Долдри
- Продюсеры — Грег Брэнман, Джон Финн
- Автор сценария — Ли Холл
- Композитор — Стивен Уарбек
- Оператор — Брайан Тьюфано
- Художник — Адам О’Нейлл
- Монтаж — Джон Уилсон
- Художник по костюмам — Стюарт Мичем
- Супервайзер по спецэффектам — Стюарт Мердок

### В ролях
| Актёр           | Роль                                              |
| --------------- | ------------------------------------------------- |
| Джейми Белл     | Билли Эллиот                                      |
| Джули Уолтерс   | преподаватель балета Сандра Уилкинсон             |
| Гэри Льюис      | отец Билли Джекки Эллиот                          |
| Джейми Дравен   | старший брат Билли Тони Эллиот                    |
| Джин Хейвуд     | бабушка Билли                                     |
| Стюарт Уэллс    | друг Билли Майкл Каффри                           |
| Николя Блэкуэлл | дочь преподавателя балета Дэбби Уилкинсон         |
| Колин Маклахлен | муж преподавателя балета Том Уилкинсон            |
| Билли Фэйн      | тренер по боксу, мистер Брейтвейт                 |
| Жанин Барчетт   | мать Билли Джинни Эллиот                          |
| Адам Купер      | Билли Эллиот в возрасте 25 лет                    |
| Меррин Оуэн     | друг детства Билли Майкл Каффри в возрасте 25 лет |
| Стивен Мэнгэн   | доктор Крэн                                       |
| Патрик Малахайд | ректор                                            |
| Барбара Ли-Хант | проректор                                         |

## Съёмки
На главную роль в фильме претендовало более двух тысяч юных актёров.
Уличные сцены были сняты в Исингтоне, графство Дарем, бывшем горнопромышленном посёлке. Так как угольная шахта Исингтона была закрыта в 1983 году, необходимые по сюжету сцены снимались в угольных шахтах Эллингтона и Линмоута графства Нортумберленд, часть съёмок проходила в Доусоне и Ньюкасл-апон-Тайн. Сцены в Королевской балетной школе были отсняты в замке Уордор, графство Уилтшир. Более четырёхсот человек участвовало в качестве массовки в Исингтоне.
В качестве одного из двух хореографов, приглашённых для работы с Джейми Беллом во время съёмкок фильма, выступала его мать — Эйлин Белл.
На написание сценария к фильму Ли Холл был вдохновлён историей жизни профессионального балетного танцора Филиппа Мосли, который родился в маленьком шахтёрском городке севера Англии.
Изначально фильм носил название «Танцор» (The Dancer), но в том же году была выпущена ещё одна громкая картина с точно таким же названием. Из-за возникшей путаницы название фильма было изменено.

## Награды и номинации

### Награды
2000
- Премия британского независимого кино, Великобритания
  - Лучший британский независимый фильм
  - Лучший режиссёр британского независимого фильма — Стивен Долдри
  - Самый многообещающий дебют — Джейми Белл
  - Лучший сценарий
- Международный кинофестиваль «Молодость», Киев, Украина
  - Лучший полнометражный игровой фильм — Стивен Долдри
  - Лучший юный актёр — Джейми Белл
- Британский кинофестиваль в городе Динар, Франция
  - Приз зрительских симпатий — Стивен Долдри
  - Золотой Хичкок — Стивен Долдри
- Стокгольмский кинофестиваль
  - Приз зрительских симпатий — Стивен Долдри
  - Лучший режиссёрский дебют — Стивен Долдри
  - Награда Международной ассоциации кинокритиков — Стивен Долдри
- Международный кинофестиваль в Эдинбурге
  - Приз зрительских симпатий — Стивен Долдри
  - специальный приз — Стивен Долдри
- Международный кинофестиваль Сан-Паулу
  - Премия международного жюри — Стивен Долдри
  - Лучший режиссёрский дебют —Стивен Долдри
- Национальный совет кинокритиков США, США — Выдающийся молодой актёр — Джейми Белл
- Норвежский международный кинофестиваль — Самый приятный фильм — Стивен Долдри
- Кинофестиваль в Остине — Приз зрительских симпатий в номинации Лучший художественный фильм — Ли Холл, Стивен Долдри
- Фестиваль кино в городе Мотовун, Хорватия
- Castellinaria Международный фестиваль Молодёжного Кино — Золотой замок — Стивен Долдри
- Награда общества кинокритиков Лас-Вегаса — Лучший молодой актёр — Джейми Белл

2001
- Премия Британской академии кино и телевизионных искусств («BAFTA»)[5]
  - Лучший британский фильм
  - Лучший актёр — Джейми Белл
  - Лучшая актриса второго плана — Джули Уолтерс
- Имперская премия, Великобритания
  - Лучшая британская актриса — Джули Уолтерс
  - Лучший британский фильм
  - Лучший дебют — Джейми Белл
- Награда общества лондонских кинокритиков[6]
  - Фильм года
  - Британская актриса года — Джули Уолтерс
  - Режиссёр года — Стивен Долдри
  - Британский дебют года — Джейми Белл
  - Британский продюсер года — Грег Брэнман, Джонатан Фанн
- Премия британского кино от газеты «Evening Standard»
  - Лучшая актриса — Джули Уолтерс
  - Самый многообещающий дебют — Джейми Белл
- Кинопремия «Молодой актёр» (Young Artist Awards)
  - Лучший иностранный семейный фильм
  - Лучший молодой актёр в иностранном фильме — Джейми Белл
- Кинофестиваль «Флайано» — Лучший актёр — Гэри Льюис
- GLAAD Media Award (премия Альянса геев и лесбиянок против диффамации) — Выдающийся фильм
- Премия «Золотой трейлер» — Лучший иностранный фильм
- Премия Итальянского национального синдиката киножурналистов — Серебряная лента — Лучший режиссёр иностранного фильма- Стивен Долдри
- Кинопремия Nikkan Sports — Лучший иностранный фильм
- Норвежский международный кинофестиваль — Лучший иностранный фильм года -Стивен Долдри
- Награда Гильдии продюсеров Америки — Премия Nova — Самый многообещающий продюсер — Грэг Брэнман, Джонатан Фанн
- Награда общества критиков Финикса — Лучшая детская роль первого или второго плана — Джейми Белл
- Стокгольмский кинофестиваль — Бронзовая лошадь — Стивен Долдри
- Награда бродкаст-ассоциации критиков — Выбор критиков — Лучшие исполнение роли ребёнком — Джейми Белл
- Кинопремия Аманда, Норвегия — Лучший иностранный фильм

2002
- Премия Люмьер, Франция — Лучший иностранный фильм — Стивен Долдри
- Премия Японской Академии — Лучший иностранный фильм

### Номинации
2000
- Европейская кинопремия[7]
  - Лучший актёр — Джейми Белл
  - Лучшая актриса — Джули Уолтерс
  - Лучший фильм
- Международный кинфоестиваль Вальядолида — Золотой колос — Стивен Долдри
- Международный кинофестиваль Гента — Приз зрительских симпатий — Стивен Долдри
- Награда общества кинокритиков Лас-Вегаса — Лучший фильм
- Кинофестиваль детских фильмов в Оулу — Звёздный мальчик — Стивен Долдри

2001
- Премия Академии кинематографических искусств и наук («Оскар»)[8]
  - Лучшая актриса второго плана — Джули Уолтерс
  - Лучший режиссёр — Стивен Долдри
  - Лучший оригинальный сценарий — Ли Холл
- Премия Британской академии кино и телевизионных искусств («BAFTA»)
  - Лучший фильм
  - Лучшая операторская работа
  - Премия Карла Формана для наиболее перспективных начинающих — Стивен Долдри, Ли Холл
  - Лучший монтаж
  - Лучшая музыка — Стивен Уарбек
  - Лучший оригинальный сценарий
  - Лучший звук
  - Лучший актёр второго плана — Гэри Льюис
- Золотой глобус
  - Лучший фильм (драма)
  - Лучшее исполнение женской роли второго плана — Джули Уолтерс
- Премия Лондонского кружка кинокритиков
  - Британский актёр года — Гэри Льюис
  - Британский дебют года — Стивен Далдри
  - Британский дебют года — Ли Холл
  - Британский сценарист года — Ли Холл
- Премия Гильдии киноактёров США
  - Лучшая женская роль второго плана — Джули Уолтерс
  - Лучшая мужская роль первого плана — Джейми Белл
  - Лучшая роль в художественном фильме — Джейми Белл, Джули Уолтерс, Джейми Дравен , Гэри Льюис
- GLAAD Media Award (премия Альянса геев и лесбиянок против диффамации) — Лучший актёр — Стюарт Уэллс[9]
- Премия «Спутник»
  - Золотая Спутниковая награда — Лучший художественный фильм (драма)
  - Золотая Спутниковая награда — Лучший актёр (драма) — Джейми Белл
  - Золотая Спутниковая награда — Лучшая актриса второго плана (драма) — Джули Уолтерс
  - Золотая Спутниковая награда — Лучший оригинальный сценарий — Ли Холл
- Награда Общества интернет-критиков — Лучший кинематографический дебют / Прорыв — Джейми Белл
- Награда Гильдии продюсеров Америки — Премия Nova — Продюсер года
- Награда общества критиков Финикса — Лучший дебют — Джейми Белл
- Премия «Выбор подростков» — Лучшая актёрская игра — Джейми Белл
- Гильдия писателей Америки, США — Лучший оригинальный сценарий — Ли Холл
- Премия канала «MTV» — Лучший танец
- Премия британского независимого кино, Великобритания — Лучшая актриса — Джули Уолтерс
- Angel Awards — Лучший художественный фильм
- Премия австралийского Института кино — Лучший иностранный фильм
- Награда Американской гильдии монтажёров — Лучший монтаж фильма (драма)
- BRIT Awards — Лучший саундтрек
- Награда броадкаст-ассоциации критиков — Выбор критиков — Лучший фильм
- Награда Ассоциации кртиков Чикаго — Лучшая актриса второго плана — Джули Уолтерс
- Chlotrudis-премии — Лучший актёр — Джейми Белл
- Сезар, Франция — Лучший иностранный фильм — Стивен Долдри
- Премия Давида ди Донателло — Дэвид — Лучший иностранный фильм — Стивен Долдри
- Премия «Золотой трейлер» — Лучшее шоу
- Humanitas Prize-премия — Художественный фильм категории — Ди Холл
- Награда звуковых монтажёров, США — Премия Золотой рулон — Лучший монтаж звука в иностранном фильме — Зан Хейуорд ,Стюарт Хендерсон, Энтони Фауст
- Награда звуковых монтажёров, США — Премия Золотой рулон — Лучший монтаж звука — Музыка
- Имперская премия, Великобритания — Лучший британский режиссёр — Стивен Долдри

2002
- Чешские львы — Чешский лев — Лучший фильм на иностранном языке — Стивен Долдри
- Премия Гойя — Гойя — Лучший европейский фильм- Стивен Долдри

Другие номинации
- Гильдия художников-постановщиков — Лучший фильм

## Прокат и реакция критиков

### Реакция критиков и зрителей
Большинство англоязычных кинокритиков высоко оценили новую картину режиссёра Стивена Долдри. Так Rotten Tomatoes сообщил, основываясь на 119 обзорах, что 85 % критиков дали положительные оценки фильму. Metacritic озвучил данные о 34 обзорах, по которым фильм набрал 74 балла из 100.
...но главное — увидеть, как Билли танцует. Он танцует во сне и наяву, в кровати, на столе и посреди враждебной улицы заштатного городка. Танец рождается в нём из энергии сопротивления. Он не создан для того, чтобы спускаться с шахтерами под землю, он создан, чтобы лететь над землей. И Билли парит в невероятном полете, отринув тяжесть своего тела, своей генетики и своей среды.

В этом и состоит разгадка загадки вроде бы простого сюжета. Если все так просто, почему именно британцу-дебютанту удается сделать фильм, практически никого не оставляющий равнодушным? Да, гениальный мальчик, но он бы ничего не сделал, если бы режиссёр не поместил его в ту атмосферу кислотно-концентрированной реальности, которой славится кино Британии. Одно лицо папы Билли чего стоит: изрезанное морщинами и тупой жизнью и вдруг оживающее, когда он начинает болеть за успех сына. Или сцена, когда отец ради Билли становится штрейкбрехером, а старший сын, профсоюзный активист, плачет от стыда.Газета «КоммерсантЪ», «Танцующий на свету», 7 апреля 2001
Сложные сцены смонтированы в драму, которая использует целый ряд эмоциональных приёмов.  Фильм интересен как и неординарным фоном сюжета, сложными характерами персонажей, так и увлекающей музыкой.«Film-Dienst»
Кинокритики особо отметили, что в фильме «многое построено на контрасте между ежедневным окружением Билли и миром балета». Рецензент издания BR-online высказал мнение, что в фильме имеются «все достоинства британского кино: юмор, реалистичность и много много чувств». Стивен Долдри в своём новом фильме, по мнению журнала «Cinema», «умело укладывает горький рассказ в жесткий, но сердечный реализм».
В 2004 году журнал «Total Film» поставил фильм «Билли Эллиот» на 39-е место среди величайших британских фильмов за всю историю кинематографа.
Публика в целом встретила фильм также весьма тепло. Описывая реакцию на фильм московской публики, издание «Время новостей» сообщает:
Мнения московской публики о фильме разделились — кому-то он показался слишком надуманным и в то же время предсказуемым, в то время как другие пришли в полный восторг от бесбашенного и невероятного сюжета, монохромной атмосферы шахтерского поселка и печального обаяния исполнителя роли главного героя — Джейми Белла«Время новостей», 22 июня 2005

### История проката
Премьера фильма состоялась 19 мая 2000 года на Каннском кинофестивале.
Когда кино было выпущено в Соединенных Штатах, Киноассоциация Америки присвоила ему возрастной рейтинг «R» из-за «языка фильма». С выходом фильма на видео-носителях, рейтинг был понижен до «PG-13», из картины было удалено «несколько тематических элементов».
В Великобритании фильм вышел на экраны кинотеатров 29 сентября. В США премьера состоялась 12 октября 2000 года. За ограниченный прокат фильма отвечала компания «Focus Features».
12 апреля 2001 года фильм вышел на экраны российских кинотеатров, прокатом руководила компания «West». 24 января компания «West» была удостоена награды журнала «Видеомагазин» в номинации «Приз главному редактору» за фильм «Билли Эллиот». 14 апреля картина была представлена на московском фестивале «Новое британское кино».

25 октября 2001 года фильм в России вышел на DVD.

#### Даты премьер
Даты приведены в соответствии с данными IMDb.
- Франция 19 мая 2000 (Каннский кинофестиваль)
- Хорватия 4 августа 2000 (Кинофестиваль в городе Мотовун)
- Великобритания 29 сентября 2000
- США 12 октября 2000 (Кинофестиваль в Остин)
- США 13 октября 2000 (начало ограниченного проката)
- Норвегия 20 октября 2000 (Международный кинофестиваль Бергена)
- Испания 22 октября 2000 (Кинофестиваль Вальядолида)
- Финляндия ноябрь 2000 (Фестиваль детских фильмов в Оулу)
- Япония 1 ноября 2000 (Международный кинофестиваль Токио)
- Австралия 2 ноября 2000
- Германия 30 ноября 2000
- Швейцария 30 ноября 2000 (немецкоговорящие регионы)
- Швеция 13 декабря 2000 (Lucia Movie Night)
- Франция 20 декабря 2000
- Нидерланды 25 января 2001
- Япония 27 января 2001 (Токио)
- Бельгия 31 января 2001
- Чехия 1 февраля 2001
- Израиль 2 февраля 2001 (премьера)
- Греция 9 февраля 2001
- Польша 9 февраля 2001
- Новая Зеландия 15 февраля 2001
- Исландия 16 февраля 2001
- Португалия 16 февраля 2001
- Республика Корея 17 февраля 2001
- Болгария 22 февраля 2001
- Италия 23 февраля 2001
- Мексика 2 марта 2001
- Аргентина 8 марта 2001
- Гонконг 8 марта 2001
- Словения 8 марта 2001
- Филиппины 14 марта 2001
- Бразилия 16 марта 2001
- Перу 22 марта 2001
- Сингапур 22 марта 2001
- Турция 30 марта 2001
- Россия 12 апреля 2001
- Китайская Республика 28 апреля 2001
- Норвегия 2 мая 2001 (Международный фестиваль детских фильмов в Кристиансанде)
- Малайзия 3 мая 2001
- Литва 13 июля 2001
- Франция 14 октября 2001 (Фестиваль Ирландских и Британских фильмов в Шербур-Октевиль)
- Россия 25 октября 2001 (премьера на DVD)
- Кувейт 12 февраля 2002

#### Кассовые сборы
Общие сборы в США составили 21 млн 995 тысяч долларов.
За первый уик-энд 1 октября 2000 года в Великобритании фильм собрал 1 млн. 541 тыс. 109 фунтов стерлингов, при показе в 335 кинотеатрах страны.
Общие сборы составляют 87 млн 285 тысяч долларов, что более чем в 17 раз превышает бюджет фильма.
Цифры кассовых сборов приведены в соответствии с данными IMDB.
- США 4 017 320 $
- Великобритания 3,893,407 $
- Франция 2 535 994 $
- Германия 1 373 235 $
- Италия 1 154 600 $
- Нидерланды 162 152 $
- Испания 1 944 107 $
- Швейцария 455 496 $

## Саундтрек
Саундтрек был выпущен 31 октября 2000 года, и включает в себя несколько известных рок и панк-рок композиций и некоторые диалоги из фильма. На диск также был помещён рекламный трейлер фильма.
| №   | Название                       | Автор(ы)                                           | Исполнитель                  | Длительность |
| --- | ------------------------------ | -------------------------------------------------- | ---------------------------- | ------------ |
| 1.  | «Cosmic Dancer»                | Марк Болан                                         | T. Rex                       | 0:04:30      |
| 2.  | «Boys Play Football» (диалог)  |                                                    | Гэри Льюис, Джейми Белл      | 0:00:53      |
| 3.  | «Get It On» (Bang a Gong)      | Марк Болан                                         | T. Rex                       | 0:04:27      |
| 4.  | «Mother’s Letter» (диалог)     |                                                    | Джули Уолтерс, Джейми Белл   | 0:00:39      |
| 5.  | «I Believe»                    | Стив Мак, Уэйн Гектор                              | Стивен Гейтли                | 0:03:29      |
| 6.  | «Town Called Malice»           | Паул Веллер                                        | The Jam                      | 0:02:53      |
| 7.  | «Sun Will Come Out» (диалог)   |                                                    | Джули Уолтерс, Джейми Белл   | 0:00:51      |
| 8.  | «I Love to Boogie»             | Марк Болан                                         | T. Rex                       | 0:02:15      |
| 9.  | «Burning Up»                   | Игил-эй Черри                                      | Игил-эй Черри                | 0:04:15      |
| 10. | «Royal Ballet School» (диалог) |                                                    | Джули Уолтерс, Джейми Белл   | 0:01:11      |
| 11. | «London Calling»               | Джо Страммер, Мик Джонс, Пол Симонон, Топпер Хэдон | The Clash                    | 0:03:20      |
| 12. | «Children of the Revolution»   | Марк Болан                                         | T. Rex                       | 0:02:28      |
| 13. | «Audition Panel» (диалог)      |                                                    | Барбара Ли-Хант, Джейми Белл | 0:00:34      |
| 14. | «Shout to the Top!»            |                                                    | The Style Council            | 0:03:21      |
| 15. | «Walls Come Tumbling Down»     |                                                    | The Style Council            | 0:03:26      |
| 16. | «Ride a White Swan»            | Марк Болан                                         | T. Rex                       | 0:02:14      |
| 17. | «Cosmic Dancer» (повтор)       | Марк Болан                                         | T. Rex                       | 0:04:23      |

В том же 2000 году вышла SCORE промоверсия саундтрека, включающая в себя девять музыкальных треков, написанных специально для фильма.

## Адаптации

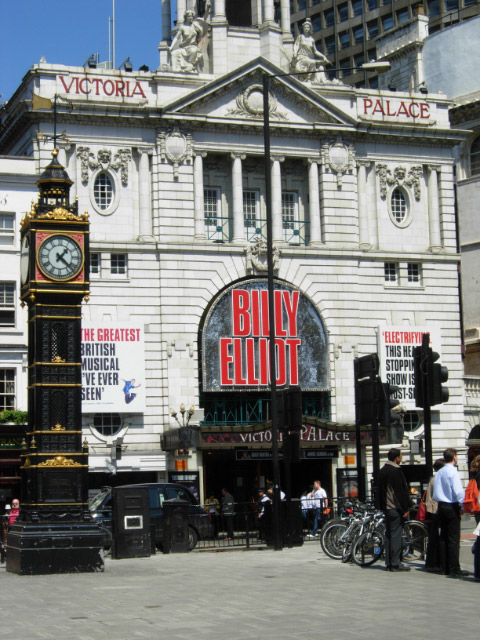
Театр «Дворец Виктория» с афишой мюзикла. Уэст-Энд, Лондон

### Новелизация
В апреле 2001 года в издательстве «Scholastic» вышла новелизация фильма по сценарию Ли Холла. В качестве автора выступила писательница Великобритании Мельвин Берджесс.

### Мюзикл
Сюжет кинокартины в 2005 году лёг в основу лондонского мюзикла в Уст-Энде «Billy Elliot The Musical», музыку к которому сочинил сэр Элтон Джон. В 2007 году мюзикл открылся в Сиднее, Австралия, а в 2008 году — на Бродвее. Бюджет бродвейской версии мюзикла составил более 18 миллионов долларов, то есть в 3,6 раза больше бюджета фильма. Проект окупился за 14 месяцев. В 2010 начал национальное гастрольное турне. С 18 марта по 28 ноября 2010 года он демонстрировался в Чикаго. С 1 по 28 января в Торонто, Канада. С 27 июня по 17 сентября планируется развернуть постановку в Сан-Франциско. В разные годы своего существования мюзикл становился лауреатом и номинантом самых престижных наград музыкального мира. В 2009 году мюзикл стал номинаном на 15 премий «Tony Award», в 10 из которых стал лауреатом. В том числе и как «Лучший мюзикл года».
В Сеуле 10 августа 2010 года была поставлена своя версия мюзикла «Билли Эллиот».